# Kukfin
Kukfin (arab. قوقفين) – wieś w Syrii, w muhafazie Idlib. W 2004 roku liczyła 312 mieszkańców.